# 1756
| [ Edytuj tabelę ]              | |
| Król Polski                    | - 1733 August III Sas 1763 |
| Emir Afganistanu               | - 1747 Ahmed Szah Abdali (padyszach) 1772                                                                                           |
| Współksiążęta Andory           | - 1747 Sebastià José de Victoria de Emparán de Loyola 1756 - 1715 Ludwik XV 1774                                                    |
| Elektor Bawarii                | - 1745 Maksymilian III Józef 1777                                                                                                   |
| Sułtan Brunei                  | - 1745 Hussin Kamaluddin 1762 |
| Cesarz Chin                    | - 1735 Qianlong 1796 |
| Król Czech                     | - 1743 Maria Teresa 1780 |
| Król Danii                     | - 1746 Fryderyk V 1766 |
| Dalajlama                      | - 1708 Kelzang Gjaco 1757 |
| Cesarz Etiopii                 | - 1755 Joas I 1769 |
| Król Francji                   | - 1715 Ludwik XV 1774 |
| Król Hiszpanii                 | - 1746 Ferdynand VI 1759 |
| Landgraf Hesji-Kassel          | - 1751 Wilhelm VIII Heski 1760 |
| Stadhouder Holandii            | - 1751 Wilhelm V Orański 1795 |
| Szach Iranu                    | - 1750 Karim Chan 1779 |
| Państwo Wielkich Mogołów       | - 1754 Alamgir II 1759 |
| Król Irlandii                  | - 1727 Jerzy II Hanowerski 1760 |
| Cesarz Japonii                 | - 1747 Momozono 1762 |
| Kalif                          | - 1754 Osman III 1757 |
| Patriarcha Konstantynopola     | - 1752 Cyryl V 1757 |
| Władca Korei                   | - 1724 Yŏngjo 1776 |
| Emir Kuwejtu                   | - 1752 Sabah I 1762 |
| Książę Liechtensteinu          | - 1748 Józef Wacław 1772 |
| Sułtan Maroka                  | - 1745 Abdullah ibn Ismail 1757 |
| Książę Monako                  | - 1733 Honoriusz III 1793 |
| Król Nawarry                   | - 1710 Ludwik XV 1774 |
| Król Norwegii                  | - 1746 Fryderyk V 1766 |
| Sułtan Omanu                   | - 1749 Ahmad ibn Sa’id 1783 |
| Elektor Palatynatu             | - 1742 Karol IV Teodor 1799 |
| Papież                         | - 1740 Benedykt XIV 1758 |
| Książę Parmy i Piacenzy        | - 1748 Filip 1765 |
| Król Portugalii                | - 1750 Józef 1777 |
| Król w Prusach                 | - 1740 Fryderyk II Wielki 1772 |
| Car Rosji                      | - 1741 Elżbieta 1762 |
| Cesarz Rzymski (niemiecki)     | - 1745 Franciszek I Lotaryński 1765                                                                                                 |
| Kapitanowie Regenci San Marino | - 1755 Giacomo Begni Paolo Tini 1756 - 1756 Marino Belluzzi Francesco Casali 1756 - 1756 Giovanni Beni Francesco Antonio Righi 1757 |
| Elektor Saksonii               | - 1733 Fryderyk August II (król Polski) 1763                                                                                        |
| Król Sardynii                  | - 1730 Karol Emanuel III 1773 |
| Król Szwecji                   | - 1751 Adolf Fryderyk 1771 |
| Król Tajlandii                 | - 1733 Boromma Kot 1758 |
| Sułtan Turków                  | - 1754 Osman III 1757 |
| Doża Wenecji                   | - 1752 Francesco Loredano 1762 |
| Król Węgier                    | - 1740 Maria Teresa 1780 |
| Monarcha Wielkiej Brytanii     | - 1727 Jerzy II 1760 |
| Premier Wielkiej Brytanii      | - 1754 Thomas Pelham-Holles 1756 - 1756 William Cavendish 1757                                                                      |

Rok 1756 / MDCCLVI
stulecia: XVII wiek ~
XVIII wiek ~
XIX wiek

lata: 1746 «
1751 «
1752 «
1753 «
1754 «
1755 «
1756
» 1757
» 1758
» 1759
» 1760
» 1761
» 1766

## Wydarzenia w Polsce
- 18 lipca – poświęcono kościół Świętego Ducha w Toruniu.
- Październik – tarnowska szkoła parafialna przekształcona została w Kolonię Akademicką Uniwersytetu Jagiellońskiego.

- Rabini galicyjscy rzucili w Brodach klątwę na „proroka” Jakuba Franka. Dwa lata później wraz z sympatykami przyjął chrzest.
- Zakończono budowę kościoła w Szalowej.

## Wydarzenia na świecie
- 16 stycznia – została podpisana tajna brytyjsko-pruska konwencja westminsterska.
- 1 maja – w odpowiedzi na traktat prusko-brytyjski, Francja i Austria zawarły pierwszy traktat wersalski.
- 18 maja – wypowiedzenie wojny francusko-brytyjskiej. Początek wojny siedmioletniej.
- 20 maja – wojna siedmioletnia: strategiczne zwycięstwo floty francuskiej nad brytyjską w bitwie u brzegów Minorki.
- 29 sierpnia – wojna siedmioletnia: najazdem Fryderyka II na Saksonię rozpoczęła się wojna siedmioletnia - początek III wojny śląskiej.
- 1 października – wojna siedmioletnia: bitwa pod Lowosicami.
- 31 października – Giacomo Casanova zbiegł w nocy na 1 listopada z więzienia Piombi w weneckim Pałacu Dożów.

- Powstał najstarszy Kodeks cywilny – Codex Maximilianeus Bavaricus Civilis.
- Odwrócenie przymierzy. Francja (Ludwik XV) i Habsburgowie (Maria Teresa) zawarli sojusz przeciwko wzrastającej potędze Prus. Do sojuszu dołączyły się: Turcja, Hiszpania i Królestwo Neapolu i Sycylii oraz początkowo Rosja.

## Urodzili się
- 27 stycznia – Wolfgang Amadeus Mozart, kompozytor austriacki (zm. 1791)
- 6 lutego – Aaron Burr, amerykański polityk, wiceprezydent USA (zm. 1836)
- 12 lutego – James Schureman, amerykański przedsiębiorca, polityk, senator ze stanu New Jersey (zm. 1824)
- 20 lutego – Angelica Schuyler Church, amerykańska socjaldemokratka (zm. 1814)
- 25 maja – Feliks Radwański, architekt, konserwator zabytków, profesor, senator Rzeczypospolitej Krakowskiej (zm. 1826)
- 27 maja – Maksymilian I Józef, elektor i król Bawarii (zm. 1825)
- 11 sierpnia – Jonathan Robinson, amerykański prawnik, polityk, senator ze stanu Vermont (zm. 1819)
- 29 sierpnia – Jan Śniadecki, polski astronom i matematyk (zm. 1830)
- 1 września – Jacek Idzi Przybylski, polski poeta, prozaik, krytyk literacki, tłumacz (zm. 1819)
- 12 września – Jonathan Mason, amerykański kupiec, polityk, senator ze stanu Massachusetts (zm. 1831)
- 27 września – Maria Ludwika od św. Franciszka Ducrez, francuska urszulanka, męczennica, błogosławiona katolicka (zm. 1794)
- 24 października – Ksawery Szymon Działyński, polski polityk (zm. 1819)
- 28 października – Gordon Shumway, postać fikcyjna, tytułowy bohater serialu Alf
- 28 listopada – Maria Magdalena Postel, francuska zakonnica, założycielka Zgromadzenia Ubogich Córek Miłosierdzia, święta katolicka (zm. 1846)
- 3 grudnia – Aaron Ogden, amerykański prawnik, polityk, senator ze stanu New Jersey (zm. 1839)

- data dzienna nieznana: 
  - Emanuel Nguyễn Văn Triệu, wietnamski ksiądz, męczennik, święty katolicki (zm. 1798)

## Zmarli
- 16 kwietnia – Jacques Cassini, francuski astronom pochodzenia włoskiego (ur. 1677)
- 17 czerwca – Marc-Antoine, markiz de Dampierre, francuski arystokrata, kompozytor i wojskowy (ur. 1678)
- 11 grudnia – Teodor I Neuhoff, niemiecki wojskowy, dyplomata i awanturnik, król Korsyki w 1736 (ur. 1694)

## Święta ruchome
- Tłusty czwartek: 26 lutego
- Ostatki: 2 marca
- Popielec: 3 marca
- Niedziela Palmowa: 11 kwietnia
- Wielki Czwartek: 15 kwietnia
- Wielki Piątek: 16 kwietnia
- Wielka Sobota: 17 kwietnia
- Wielkanoc: 18 kwietnia
- Poniedziałek Wielkanocny: 19 kwietnia
- Wniebowstąpienie Pańskie: 27 maja
- Zesłanie Ducha Świętego: 6 czerwca
- Boże Ciało: 17 czerwca